# Lancia Ardea
O Lancia Ardea é um automóvel produzido pela fabricante italiana Lancia entre 1939 e 1953. Seu capô excepcionalmente curto continha o menor motor V4 já comercializado em um automóvel do segmento C.
Quase 23.000 Ardeas produzidos eram sedãs com carroceria padrão, mas entre 1940 e 1942, aproximadamente 500 Ardeas foram fabricados com carrocerias alongadas e cabine traseira quadrada para uso em Roma como táxis. Após a guerra, mais de 8.500 adaptações comerciais do Ardea, conhecidas como "furgoncini" (versões de furgão leve) e "camioncini" (caminhonetes leves baseadas em carros), também foram produzidas.
A terceira série do Ardea, produzida a partir de 1948, foi o primeiro carro produzido em massa com transmissão manual de 5 marchas. O nome Ardea foi inspirado na cidade de Ardea ou na Via Ardeatina, estrada romana que ligava Roma a essa cidade.